# 자코바구

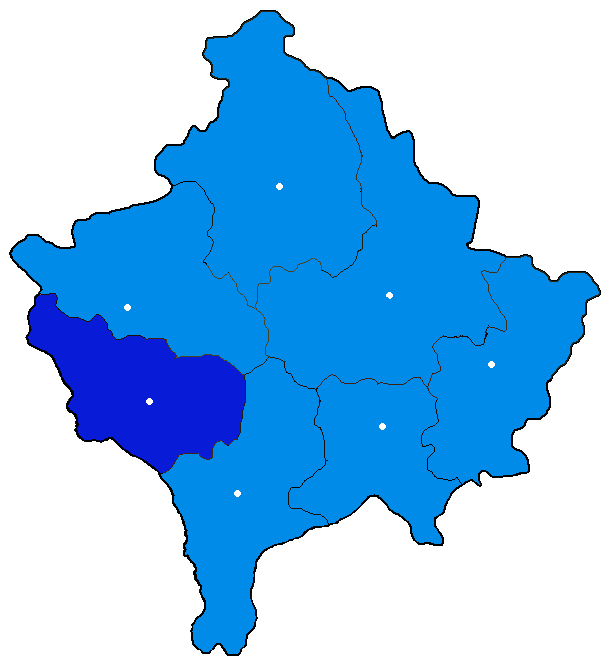
자코바구의 위치

자코바구(알바니아어: Rajoni i Gjakovës)  또는 자코비차구(세르비아어: Ђаковички округ, Đakovički okrug)는 코소보의 구로 행정 중심지는 자코바이며 면적은 1,129 km2, 인구는 214,672명(2011년 인구 조사 기준), 인구 밀도는 190명/km2이다. 3개 지방 자치체를 관할한다.

## 지방 자치체
- 자코바 (자코비차)
- 데찬 (데차니)
- 라호베치 (오라호바츠)